# Alfredo Stewart Jackson
Alfred Louis Stewart Jackson (Viña del Mar, 28 de febrero de 1904-Valparaíso, 23 de julio de 1982), más conocido como Alfredo Jackson, fue un jugador de críquet chileno-argentino.
Fue un bateador diestro y encargado del terreno, que jugó tanto para Chile como para Argentina, habiendo jugado también críquet de primera clase para un equipo combinado de América del Sur y para la Argentina. Su hermano mayor, John, jugó en Somerset.